# Platystele aianthera
Platystele aianthera là một loài thực vật có hoa trong họ Lan. Loài này được I.Bock & Speckm. miêu tả khoa học đầu tiên năm 1992.